# História comparada
A História Comparada é um método historiográfico que se caracteriza por uma abordagem empírica baseada no método comparativo: a comparação das diferentes sociedades que existiram durante um mesmo período ou compartilharam condições culturais semelhantes. A história comparada das sociedades surgiu como uma importante especialidade entre os intelectuais do Iluminismo no século XVIII, como Montesquieu, Voltaire e Adam Smith, entre outros. No século XIX, sociólogos e economistas, recorreram muitas vezes à história comparada, como foram os casos de Alexis de Tocqueville, Karl Marx e Max Weber. Na primeira metade do século XX, as histórias comparadas de Oswald Spengler, Pitirim Sorokin e, sobretudo, de Arnold J. Toynbee tiveram algum sucesso de público. 
Henri Pirenne, um dos defensores dessa forma de escrita historiográfica, afirmava que os métodos "tradicionais" de pesquisa focada em locais determinados dentro das fronteiras nacionais contribui para uma visão nacionalista que acabava gerando "preconceitos políticos e de raça", dessa forma o ideal seria a produção de uma história universal que abrangesse e relacionasse as sociedades estudadas. Marc Bloch, outro reconhecido historiador também foi uma adepto da história comparada, afirmando que através de comparações seria possível encontrar uma origem semelhante de determinados costumes e/ou comportamentos, assim, ao considerar as relações e trocas culturais ocorridas entre populações que estavam em constantes relações, seria possível identificar influências e o início desses costumes.

## Críticas à História Comparada
Desde a década de 1950, no entanto, a história comparada perdeu o favor do público e agora constitui domínio de acadêmicos especializados que trabalham de forma independente. Exemplos recentes desta abordagem são os historiadores estadunidenses Barrington Moore e Herbert E. Bolton. Diversos sociólogos também tem utilizado esta metodologia, incluindo SN Eisenstadt, Seymour Martin Lipset, Stein Rokkan, Charles Tilly e Michael Mann.
As principais críticas recebido por esse modelo de historiografia são focadas no método e na viabilidade desse tipo de estudo. Primeiramente, embora algumas sociedades tenham características em comum - como por exemplo, os países da América espanhola -, existem diversos processos e movimentos distintos que tornam desses locais particulares e dificilmente comparáveis. Apesar de existirem problemas em comum, existem pensamentos e agentes políticos distintos em cada situação, o idário e as posturas de sociedades diferentes impossibilitariam a relação entre essas histórias, sendo o ideal focar em estudos separados sobre cada assunto ou região.
Outra importante crítica são as conclusões perigosas que podem ser tiradas após determinadas comparações, muitas vezes a historiografia européia usou dessas comparações para se colocar como superior as demais sociedades e culturas. As análises em algumas situações comparativas entre Ocidente x Oriente contribuíram para o ideal de uma civilização ocidental desenvolvida e exemplar enquanto a sociedade oriental seria não desenvolvida e um exemplo de regressão.

## História Atlântica
A História Atlântica estuda o mundo Atlântico no início da Era Moderna. É baseada na ideia de que, após o aumento dos contatos Europeus com o Novo Mundo no século XVI, os continentes que margeiam o oceano Atlântico — as Américas, a Europa e a África — passaram a constituir um sistema regional ou uma esfera comum de intercâmbio econômico e cultural que pode ser estudada como uma totalidade.
O seu tema é a complexa interação entre a Europa (especialmente Portugal, Espanha, Grã-Bretanha e França) e as colónias do Novo Mundo. Abrange um alargado número de tópicos nos campos político, económico, social, demográfico, jurídico, militar, intelectual e religiosos tratados de forma comparativa ao olhar-se para ambos os lados do Atlântico. Como exemplo, avivamentos religiosos caracterizam a Grã-Bretanha e a Alemanha, assim como o Primeiro Grande Despertar nas colónias americanas. Migração e etnias/escravidão também tem sido importantes temas de pesquisa.
Embora constitua um campo relativamente novo em termos de pesquisa, tem estimulado numerosos estudos de história comparada, nomeadamente no que tange às ideias, ao colonialismo, à escravidão, à História económica e às revoluções políticas no século XVIII, nas Américas do Norte e do Sul, Europa e África.

## História Comparada Brasil e América Latina
No artigo Repensando a história comparada da América Latina publicado na Revista de História da Universidade de São Paulo a historiadora Maria Ligia Prado aponta que um dos problemas da história comparada na América Latina seriam as visões generalizantes que apresentavam somente características básicas comuns entre os países latino americanos: "pobreza, atraso, em uma palavra, subdesenvolvimento.". Outro problema seriam as repetições dos "modelos de interpretação histórica já estabelecidos e próprios da história européia". Embora existam as semelhanças sociais e econômicas, o estudo da história comparada dessas regiões não deve se limitar a isso, e sim identificar as semelhanças de processos parecido e que ocorreram paralelamente. 
Existem poucos trabalhos que se debruçam sobre essa temática, porém é uma importante área de estudos pois as regiões da América Latina viveram problemas bastante semelhantes acontecendo simultaneamente, como por exemplo, as ditaduras que ocorreram em diversos governos latino americanos em meados do século XX. Embora existam alguns riscos dessa escrita historiográfica, a contribuição pode ser muito grande, tendo em vista que tomando conhecimentos de situações parecidas vividas em diferentes locais, é possível encontrar semelhanças nos processos que serviram de estratégia no passado, estratégias essas que podem ser usadas também no futuro. 
No artigo citado anteriormente Maria Ligia Prado, cita alguns estudos que conseguiram fazer boas relações entre situações vividas entre os países latino americanos, é o caso de  José Luis Bendicho Beired em Sob o signo da nova ordem. Intelectuais autoritários no Brasil e na Argentina (1914-1945), Maria Helena R. Capelato no trabalho Multidões em cena. Propaganda política no varguismo e no peronismo. e também o livro de Boris Fausto e Fernando Devoto: Brasil e Argentina. Um ensaio de história comparada (1850-2002).. Embora todos eles tenham temas relativamente parecidos que seria a comparação entre a história de Brasil e Argentina, os dois primeiros se voltaram a um recorte menor, focando os regimes de Getúlio Vargas e Juan Domingo Perón, identificando suas semelhanças e diferenças. Já o terceiro, procurou uma história mais geral, abordando pontos variados. 
Por fim, a história comparada pode ser um importante ramo de estudos dentro da História , porém é importante que o historiadores dessa área tenham um amplo conhecimento sobre seu objeto de estudos e além disso, que saibam os perigos que uma comparação equivocada pode criar. Assim, essa escrita historiográfica embora pouco explorada, conseguirá crescer e se consolidar no âmbito acadêmico, contribuindo para pesquisas e abrangência de conhecimentos nos mais variados temas.